# Himbergen
Himbergen ist eine Gemeinde inmitten der Lüneburger Heide im Landkreis Uelzen, Niedersachsen. Die Gemeinde Himbergen gehört zur Samtgemeinde Bevensen-Ebstorf.

## Geografie
Die Gemeinde Himbergen besteht aus den Ortschaften Almstorf, Brockhimbergen, Groß Thondorf, Himbergen, Hohenfier, Kettelstorf, Klein Thondorf, Kollendorf, Rohrstorf und Strothe.

## Geschichte
Im Jahre 1006 wurden Brockhimbergen, Rohrstorf und Kollendorf erstmals urkundlich erwähnt. Von 1966 bis 1972 gab es eine Samtgemeinde Himbergen, die aus den Gemeinden Almstorf, Brockhimbergen, Himbergen, Klein Thondorf, Kettelstorf, Kollendorf, Rohrstorf und Strothe bestand.
Am 1. Juli 1972 wurden die Gemeinden Almstorf, Brockhimbergen, Groß Thondorf, Kettelstorf, Klein Thondorf, Rohrstorf und Strothe sowie kleine Gebietsteile der Gemeinde Göhrde (Landkreis Lüchow-Dannenberg) eingegliedert.
Die Gemeinde Himbergen besteht aus den Ortsteilen:
- Himbergen (1017 Einwohner),
- Almstorf (109),
- Brockhimbergen (76),
- Groß Thondorf (327),
- Hohenfier (11),
- Kettelstorf (62),
- Kl. Thondorf (72),
- Kollendorf (39),
- Rohrstorf (54) und
- Strohte (65).

Insgesamt wohnen 1832 Einwohnerinnen und Einwohner in der Gemeinde Himbergen (Stand 31. Dezember 2018).

## Politik

### Gemeinderat
Der Rat der Gemeinde Himbergen setzt sich aus elf Ratsfrauen und Ratsherren zusammen.
| Wahljahr | WGH                                                                 | CDU | SPD | Grüne | Gesamt   |
| 2021     | 11                                                                  | -   | -   | -     | 11 Sitze |
| 2016     | 11                                                                  | -   | -   | -     | 11 Sitze |
| 2011     | 11                                                                  | -   | -   | -     | 11 Sitze |
| 2006     | -                                                                   | 6   | 4   | 1     | 11 Sitze |
|          | _________________________________ WGH: Wählergemeinschaft Himbergen |     |     |       |          |

Letzte Kommunalwahl am 12. September 2021
Bürgermeisterin ist Gina Strampe.

#### Stellv. Bürgermeister
- Felix Quittenbaum
- Marcus Behling

#### Weitere Ratsmitglieder
- Andrea Rusche (Kollendorf)
- Bernd Persiel (Himbergen)
- Jan Alvermann (Groß Thondorf)
- Carola von Brisinsky (Groß Thondorf)
- Mathias Harms (Groß Thondorf)
- Raphael Benson (Himbergen)
- Sascha Braudorn (Himbergen)
- Michael Jürgens (Himbergen)

#### Dorfmoderator
- Andre Schumacher (Groß Thondorf)

## Kultur und Sehenswürdigkeiten

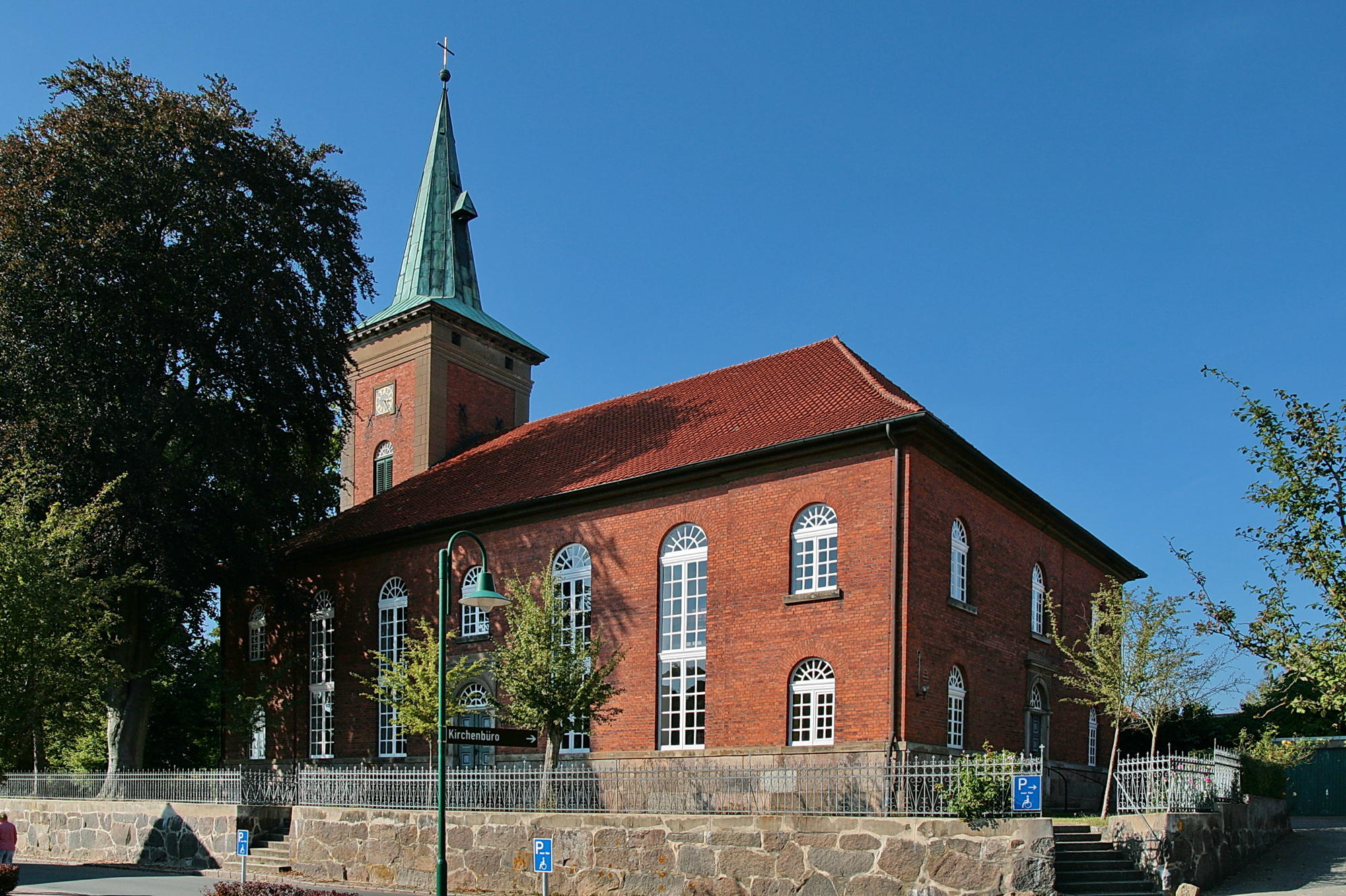
St. Bartholomäus von 1843

- Mittelpunkt ist die im klassizistischen Stil erbaute St.-Bartholomäus-Kirche von 1843.
- Himberger Markt, der nachweislich seit 1666 jedes Jahr am ersten Dienstag nach dem 1. September gefeiert wird.
- Heimatkundliche Sammlung im ehemaligen Wasserturm. Hier werden Bilder und Objekte des 19. und frühen 20. Jh. aus dem Kirchspiel Himbergen und der Göhrde ausgestellt.
- Die drei Treppenspeicher aus dem 19. Jh. dienten früher zur Unterbringung von Erntegut sowie Truhen mit Leinen und Wertgegenständen.